# Criollismo

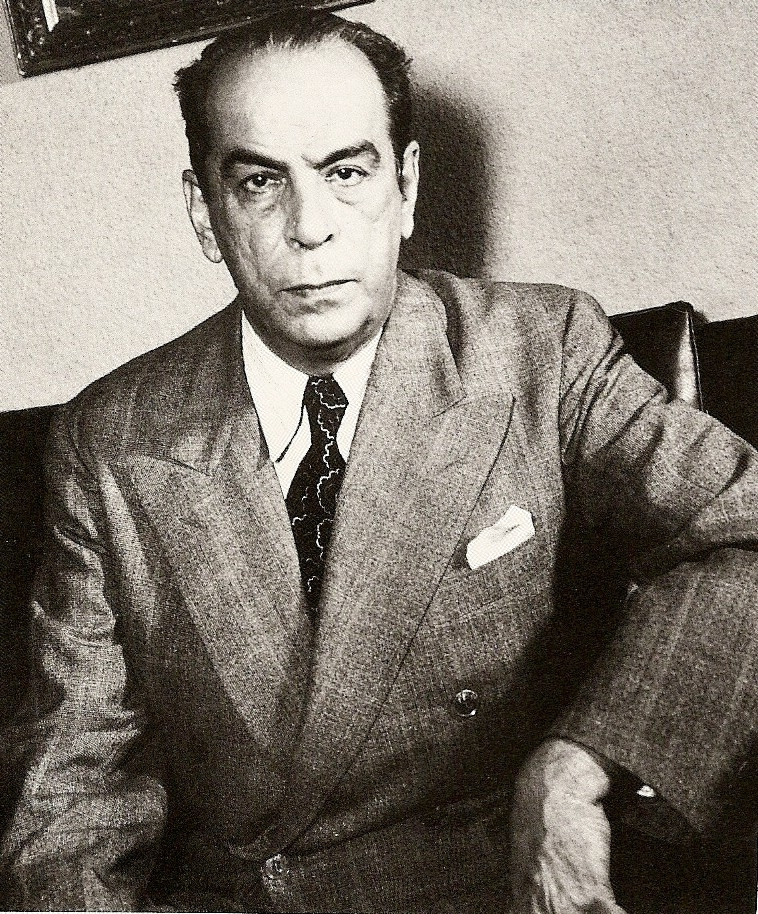
Rómulo Gallegos.

O criollismo (também chamado de 'criollismo literário' ou 'literatura criollista') foi um movimento surgido no final do século XIX, fortemente influenciado pela relativa e recente independência das nações da América sob o domínio da Espanha. Essa tendência caracterizou-se pelas suas obras épicas, embates contra a natureza ou contra os sistemas hierárquicos.

## História
Segundo o filólogo alemão Ulrich Leo, o criollismo literário surgiu na Venezuela no final do século XIX, embora deva esperar várias décadas para encontrar aceitação geral na América Latina. Luis Manuel Urbaneja Achelpohl é quem define e usa o termo pela primeira vez para se referir à sua própria literatura num ensaio de 1895 intitulado "Sobre a literatura nacional", onde defende os "negócios patrióticos" e a "alma tropical" denunciando uma pretenso cosmopolitismo servil.: «Estamos aqui: hoje como ontem viemos defender a arte essencialmente americana (...) Vinde, pois, meus irmãos, com a flor espontânea da vossa inteligência. O futuro está garantido para nós."
Escritores e obras criollistas notáveis incluem: Rómulo Gallegos da Venezuela com "Doña Bárbara" (1929), José Eustasio Rivera da Colômbia como "La vorágine" (1924); Horacio Quiroga (Uruguai), Ricardo Güiraldes, Benito Lynch (Argentina), Mario Augusto Rodriguez (Panamá), Manuel Gonzales Prada (Peru). No Chile, o criollismo rivalizou com o  imaginismo, que emergiu no início do século XX. O criollismo teve seu ápice entre os anos de 
1920 e 1970, e se destacava pelo amor à problemática dos habitantes das localidades indígenas e rurais. Os temas mais importantes abordados eram o questionamento da forma de governo, o retorno da província, a preocupação psicológica e social, a urgência dos necessitados e as consequências transformadora nos países latino-americanos. Alguns dos representantes mais exponenciais foram as poetisas Gabriela Mistral e Rosario Castellanos.